# Bhanga–Benapole Expressway
De Bhanga–Benapole Expressway (Bengaals: ভাঙ্গা বেনাপোল এক্সপ্রেসওয়ে) is een geplande autosnelweg in Bangladesh. De snelweg wordt 129 kilometer lang en zal Bhanga met Benapole verbinden. De snelweg wordt deel van AH1. Met financiering van de Asian Development Bank werd een haalbaarheidsstudie en ontwerp opgesteld. In 2025 begint de aankoop van gronden voor de aanleg.
Bangabandhu Sheikh Mujibur Rahman Expressway ·
Bhanga–Benapole Expressway ·
Chittagong Elevated Expressway ·
Dhaka Bypass Expressway ·
Dhaka Elevated Expressway ·
Dhaka–Ashulia Elevated Expressway ·
Hatirjheel–Demra Expressway ·
Purbachal Expressway ·